# Carlos Amaral Ferreira
Carlos Alberto Amaral Ferreira (Mangualde, 6 de junio de 1969) es un deportista portugués que compitió en fútbol 7 adaptado y atletismo adaptado. Ganó seis medallas en los Juegos Paralímpicos de Verano entre los años 1992 y 2004.

## Palmarés internacional
| Juegos Paralímpicos | Juegos Paralímpicos | Juegos Paralímpicos | Juegos Paralímpicos |
| Año                 | Lugar               | Medalla             | Competición         |
| ------------------- | ------------------- | ------------------- | ------------------- |
| 1992                | Barcelona (España)  | Medalla de plata    | Torneo masculino    |

| Juegos Paralímpicos | Juegos Paralímpicos      | Juegos Paralímpicos | Juegos Paralímpicos |
| Año                 | Lugar                    | Medalla             | Prueba              |
| ------------------- | ------------------------ | ------------------- | ------------------- |
| 1996                | Atlanta (Estados Unidos) | Medalla de bronce   | 10 000 m T10        |
| 2000                | Sídney (Australia)       | Medalla de oro      | Maratón T11         |
| 2000                | Sídney (Australia)       | Medalla de plata    | 10 000 m T11        |
| 2004                | Atenas (Grecia)          | Medalla de plata    | 10 000 m T11        |
| 2004                | Atenas (Grecia)          | Medalla de plata    | Maratón T11         |